# Antoni Reichenberg

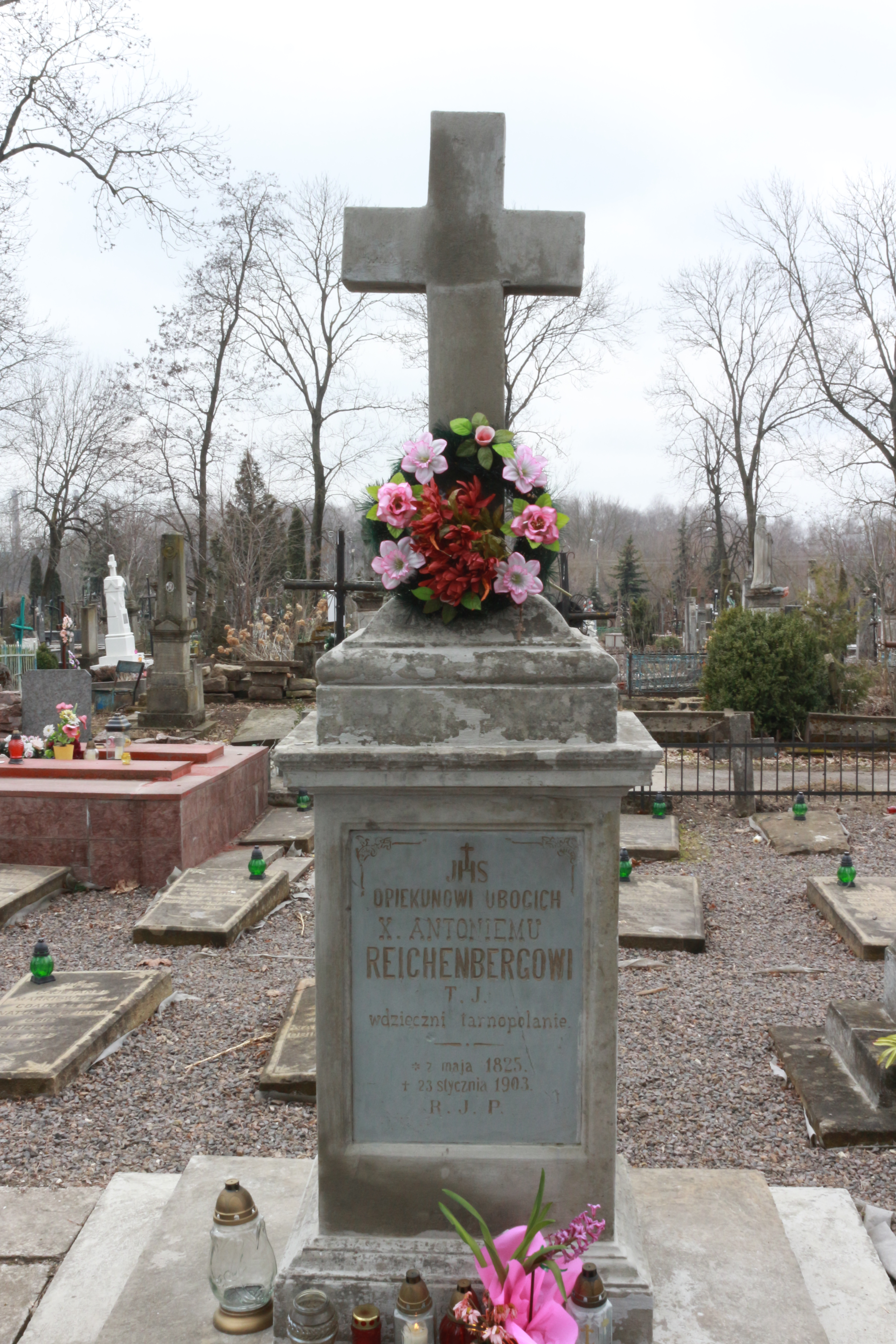
Grób ojca Antoniego Reichenberga na cmentarzu Mikulinieckim

Antoni Reichenberg (ur. 7 czerwca 1825 w Gorlicach, zm. 23 stycznia 1903 w Tarnopolu) – polski ksiądz, jezuita, artysta. Opiekował się sierotami i ubogimi w Tarnopolu.

## Życiorys
W 1848 r. wziął udział w rewolucji węgierskiej.
Studiował malarstwo w Budapeszcie i na Akademii Sztuk Pięknych w Monachium, którą ukończył w 1862 roku. Podczas studiów przyjaźnił się z Janem Matejką.
Studiował teologię w Monachium i Przemyślu, gdzie 13 września 1868 r. przyjął święcenia kapłańskie. 7 grudnia 1869 wstąpił do nowicjatu jezuitów w Starej Wsi. W 1871 r. wstąpił do Towarzystwa Jezusowego.
Od 1875 r. w Tarnopolu. W latach 1875–1887 był profesorem rysunku w konwikcie jezuickim; w latach 1884-1885 prefektem szpitala studenckiego; w 1886 r. uczył języka niemieckiego. Założył w mieście dwa przytułki dla ubogich, w których pracował po liturgii.
Zmarł 23 stycznia 1903 r. w Tarnopolu.
Został pochowany 27 stycznia 1903 r. na cmentarzu Mikulinieckim, gdzie na nagrobku widnieje napis: "Opiekunowi ubogich X. Antoniemu Reichenbergowi T.J. wdzięczni tarnopolanie". Grób o. Antoniego Reichenberga został uznany za nowo odkryty zabytek dziedzictwa kulturowego.

## Prace
Był utalentowanym malarzem. Wśród jego dzieł znajdują się m.in. obraz Matki Boskiej Bolesnej (przechowywany w Starej Wsi) oraz portret Alfreda Potockiego (do 1918 r. wisiał w sali Sejmu Galicyjskiego).

## Ciekawostki
Codziennie o godzinie 7 wieczorem o. Reichenberg modlił się przy figurze św. Tekli na ulicy Pańskiej w Tarnopolu.

## Źródła
- Brząkalski J. O. Antoni Reichenberg T. J. Kraków : Nakładem Apostolstwa Modlitwy, 1904, 246 s.
- Paszenda J. Reichenberg Antoni, [w:] Słownik artystów polskich i obcych w Polsce działających (zmarłych przed 1966 r.). Malarze, rzeźbiarze, graficy. T. VIII: Pó -Ri, pod red. Urszuli Markowskiej i Katarzyny Mikockiej-Rachubowej. Warszawa: Instytut Sztuki PAN, 2007, s. 290; ISBN 978-83-89101-69-3.